# Roberto Dañino
Roberto Enrique Dañino Zapata (Lima, 2 de marzo de 1951) es un abogado y empresario peruano. Ha sido presidente del Consejo de Ministros del Perú y luego embajador de su país en los Estados Unidos. También ha sido vicepresidente sénior y asesor jurídico principal del Banco Mundial. Ha ejercido como abogado en destacados bufetes internacionales, y es asesor regional de Goldman Sachs y también de Albright Stonebridge Group. Asimismo, ha integrado los directorios de diversas corporaciones y entidades filantrópicas en Perú, Gran Bretaña, Canadá, España, Sudáfrica y Estados Unidos. Estudió en Harvard Law School y en la Pontificia Universidad Católica del Perú. Ostenta la Orden del Sol en el grado de Gran Cruz y también la Orden de Isabel La Católica del Reino de España, en el Grado de Gran Cruz, entre otras distinciones.

## Biografía
Hijo de Roberto Dañino Ribatto y Julia Zapata Salcedo. Por parte paterna es descendiente de José de la Torre Ugarte y Alarcón Manrique, autor del Himno Nacional del Perú, y por la parte materna es descendiente del Presidente Augusto B. Leguía Salcedo.
En 1968 ingresó a la Pontificia Universidad Católica del Perú, en dónde estudió Letras y luego Derecho. En 1973 obtuvo su título de abogado. Posteriormente ingresó a [Harvard Law School]] en donde obtuvo una Maestría en Leyes (LLM) y estudió el programa de Doctorado en Ciencias Jurídicas SJD a/b/d (1974-77).

## Experiencia laboral
De 1970 a 1973, Roberto Dañino trabajó en el Estudio Barrios, Fuentes y Urquiaga en Lima, como practicante, y luego como asociado hasta 1974 en que fue admitido al Harvard Law School. Allí permaneció por tres años siguiendo estudios de posgrado y trabajando en la Reforma Fiscal de Bolivia que dirigieron los profesores Richard Musgrave y Oliver Oldman.
En 1977 regresa al Perú para ejercer la abogacía hasta que en 1980, con la restauración de la democracia, el primer ministro Manuel Ulloa lo nombra secretario general del Ministerio de Economía, Finanzas y Comercio. Asimismo se desempeñó como presidente de la Comisión Nacional de Inversiones y Tecnologías Extranjeras, (CONITE), y presidente de la Comisión Nacional de Deuda Pública Externa. También integró el directorio de CONASEV, la Comisiôn Nacional Supervisora de Empresas y Valores.
En 1983 se reincorporó como socio del estudio Barrios, Fuentes & Dañino. Su práctica profesional se especializó en proveer asesoría legal a corporaciones internacionales, especializándose en inversión directa, proyectos de financiamiento y transacciones en el mercado de capitales. También dictó el curso de Transacciones Internacionales en la Universidad Católica e integró el Directorio del Movimiento Libertad de Mario Vargas Llosa.
En 1989 fue elegido vicepresidente y Asesor Jurídico fundador de la Inter-American Investment Corporation (hoy BID Invest) en Washington D. C.. Allí laboró de 1989 a 1993 dedicándose a efectuar inversiones de capital y préstamos de largo plazo a más de cien empresas privadas en toda América Latina.
Entre 1993 y 2001 regresa a la práctica privada pero esta vez en los Estados Unidos. Trabajó desde Washington D. C. y Nueva York, dirigiendo un equipo de abogados especializados en inversiones de capital y transacciones comerciales en América Latina, así como en colocaciones de acciones, bonos y ADRs de América Latina en Nueva York. Primero fue socio de la firma Rogers & Wells y luego socio y Presidente de la práctica latinoamericana de Wilmer, Cutler & Pickering (hoy Wilmer Hale). Durante ese período, el presidente del BID, Enrique V. Iglesias, también lo nombró Presidente del Grupo de Evaluación Externa del Banco Interamericano de Desarrollo para las actividades del sector privado.
En julio de 2001, Alejandro Toledo le propuso desempeñarse como Presidente del Consejo de Ministros de su recién electo gobierno democrático; Dañino se encontraba viviendo en los EE. UU. y aceptó.
Roberto Dañino no sólo dirigió el esfuerzo de reconstrucción nacional post-Fujimori, sino que marcó su gestión con el lanzamiento del Acuerdo Nacional. Dañino dirigió las negociaciones que condujeron a plasmar en el Perú un Acuerdo Nacional, único y sin precedentes, que permitió a los líderes políticos de distintos partidos, representantes de la sociedad civil y del gobierno, ponerse de acuerdo para elaborar en común un conjunto de políticas de Estado de largo plazo para guiar el desarrollo del país durante los siguientes 20 años y, además, se convirtió en un espacio de diálogo fructífero y sereno.
Roberto Dañino también lanzó la iniciativa de celebrar un tratado de libre comercio con los Estados Unidos en vez de seguir el programa de los Estados de tener una negociación conjunta con toda América Latina pues ello contaba con la oposición del Brasil. También estableció ambiciosos programas de modernización del sector público, de competitividad nacional destinado a incrementar sustancialmente las exportaciones no tradicionales del Perú y de alivio de la pobreza para lo cual organizó la Mesa de Donantes en Madrid. 
En 2001 el Rey de España lo condecoró con La Orden de Isabel La Católica en el Grado de Gran Cruz. Asimismo, por su aporte al Acuerdo Nacional, en 2003 Toledo lo condecora con la Orden El Sol del Perú en el máximo grado de Gran Cruz.
Como Embajador del Perú en los Estados Unidos, tuvo a su cargo la promoción del tratado bilateral de comercio entre los EE. UU. y Perú -llegando a convencer al gobierno de los EE. UU. de cambiar de política e iniciar negociaciones que culminaron favorablemente en el 2008 -, la renovación y ampliación del ATPDEA, el apoyo al financiamiento del BID al proyecto del Gas de Camisea, la promoción de una nueva estrategia de lucha contra las drogas, entre muchos otros temas propios de la relación bilateral.
A fines del 2003 y a través de un amplio proceso de selección internacional, Roberto Dañino fue nombrado Senior Vice President and General Counsel del Banco Mundial. En ocasión de la asamblea anual del Banco Mundial en Dubái en 2003, también fue elegido por unanimidad como nuevo Secretario General del Centro Internacional de Arreglo de Diferencias Relativas a Inversiones (CIADI), institución del Banco Mundial con sede en Washington. El CIADI es el foro más importante en el mundo para el arbitraje de conflictos entre inversionistas privados y los Estados.
En enero de 2006, Dañino renunció al Banco Mundial por discrepancias éticas con el nuevo presidente del Banco, Paul Wolfowitz, el cual fue luego forzado a dejar el cargo.
En 2003 fue condecorado por la Pontificia Universidad Católica del Perú como uno de sus "Alumnos Distinguidos" y en 2004 recibió el Premio Anual de la Sociedad de Derecho Internacional de los Estados Unidos por sus contribuciones al derecho como "académico, profesional, diplomático, primer ministro y funcionario público internacional", convirtiéndose así en el primer peruano en obtener esa distinción. En 2016 fue nuevamente condecorado por el gobierno del Perú con la Orden al Mérito Civil por sus múltiples contribuciones al servicio público de su país.

## Actividad Profesional
En 2006, regresó al Perú para ser Director Ejecutivo y Vice Presidente del Directorio de Hochschild Mining plc, y lideró el proceso que la convirtió en la primera empresa latinoamericana que emitió acciones en la Bolsa de Londres(FTSE). Ello permitió Hochschild Mining plc ampliara sus operaciones mineras a otros países de América Latina y Norte América. Asimismo, dirigió el proceso de listado de Cementos Pacasmayo en la bolsa de New York (NYSE).
Actualmente es Presidente NTT Data (Perú), y es miembro de las juntas directivas de Inversiones Centenario, AFP Integra, la Fundación NTT DATA (España) y del directorio global de Human Rights Watch. Además, integra los consejos asesores internacionales de Goldman Sachs, Albright Stonebridge Group y la Fundación Internacional para la Libertad (FIL) de Mario Vargas LLosa.. 
Anteriormente integró el Consejo Latinoamericano de The Coca Cola Company, así como los directorios de Grupo RPP, Seguros SURA, Mibanco, Gold Fields Inc.(Sud África) y Gold Fields La Cima (Perú), Petronova (Canadá), Royal & SunAlliance/Fénix, Sindicato Pesquero, Compañía Minera Milpo, JER Latin American Advisory Board, VBP Partners, Newbridge Andean Partners, al igual que entidades sin fines de lucro como Results for Development (R4D), ACCION International, The Infant Nutrition Fund,  The Mountain Institute, Perú 2021, Int'l Center for Research on Women, The Open Society Foundations, Foro Iberoamerica, the Carnegie Endowment's G-50, así como la Sociedad Filarmónica de Lima y los Patronatos de la Orquesta Juvenil de las Américas., y del MALI (el Museo de Arte Lima)

## Cargos
| Predecesor: Javier Pérez de Cuéllar | Presidente del Consejo de Ministros del Perú 28 de julio de 2001 - 11 de julio de 2002 | Sucesor: Luis Solari |